# As Hoved
As Hoved är en udde i Danmark.   Den ligger nordöst om Juelsminde i Region Mittjylland, i den centrala delen av landet, 160 km väster om Köpenhamn.